# The Creeps
«The Creeps» — песня, написанная, исполненная и спродюсированная (вместе с Пером Эбдрупом) датской певицей Камиль Джонс. Она была выпущена в 2005 году первым синглом в поддержку её второго студийного альбома Surrender.
Для песни было снято музыкальное видео Миккелем Серупом, оно было номинировано на Danish Music Awards. В 2006 году испанский дистрибьютор Blanco y Negro выпустил видео с оригинальным видеорядом, но с клубным ремиксом песни.

## Версия Федде Ле Гранда
В 2007 году нидерландский диджей Федде Ле Гранд сделал ремикс данной песни на своём лейбле Flamingo Recordings. Тогда же радиостанции Великобритании начали крутить ремикс в эфире, вскоре песня звучала на радио по всей Европе. 5 марта 2007 года лейбл Ministry of Sound принимает решение выпустить ремикс коммерчески. Ремикс стал клубным хитом. В Великобритании «The Creeps» заняли 7-е место в чарте синглов и 1-е-в танцевальном чарте. 25 июля 2008 года «The Creeps» был выпущен как физический и скачиваемый сингл в Германии на лейбле Kontor Records Hamburg. В 2017 году ремикс был перевыпущен в ремастеринговой версии.

### Музыкальное видео
Музыкальное видео было снято режиссером Маркусом Адамсом. Действие разворачивается в офисном помещении, секретарши, среди которых Лорен Ридилг, Стефани Фитцпатрик и Эмма Уортон, танцуют и пытаются соблазнить своего босса. Хореографией занимался Пол Робертс. Видео было вдохновлено музыкальным клипом на «Express Yourself» и фильмом «Секретарша». В июле 2008 года на немецких каналах была выпущена новая отредактированная версия второго видео, которая также содержала новую версию ремикса 2008 года.

### Еженедельные чарты
| Чарт (2007)                                 | Пиковая позиция |
| ------------------------------------------- | --------------- |
| Австралия (ARIA)                            | 15              |
| Бельгия/Фландрия (Ultratop 50)              | 14              |
| Бельгия/Валлония (Ultratop 50)              | 30              |
| Дания (Tracklisten)                         | 12              |
| Европа (Billboard European Hot 100 Singles) | 23              |
| Финляндия (Suomen virallinen lista)         | 12              |
| Германия (GfK)                              | 82              |
| Венгрия (Dance Top 40)                      | 3               |
| Венгрия (Single Top 40)                     | 7               |
| Ирландия (IRMA)                             | 20              |
| Нидерланды (Dutch Top 40)                   | 18              |
| Нидерланды (Single Top 100)                 | 22              |
| Великобритания (OCC UK Singles)             | 7               |
| Великобритания (OCC UK Dance)               | 1               |
| США (Billboard Dance Club Songs)            | 13              |
| США (Billboard Dance Songs/Global)          | 6               |
| США (Billboard Dance/Mix Show Airplay)      | 8               |

### Годовые чарты
| Чарт (2007)                       | Позиция |
| --------------------------------- | ------- |
| Австралия (ARIA)                  | 57      |
| Бельгия/Фландрия (Ultratop 50)    | 77      |
| Венгрия (Dance Top 40)            | 8       |
| Великобритания (UK Singles Chart) | 68      |